# Wilków Namysłowski
Wilków Namysłowski – przystanek kolejowy w Wilkowie, w województwie opolskim, w powiecie namysłowskim, w gminie Wilków, w Polsce.

## Ruch pasażerski
W roku 2018 przystanek obsługiwał 100-149 pasażerów na dobę. W roku 2022 dobowa wymiana pasażerska na stacji wynosiła 50-99 pasażerów.